# Emil Kautzsch
Emil Friedrich Kautzsch (4. září 1841 Plavno – 7. května 1910 Halle an der Saale) byl německý evangelický teolog, expert na hebrejštinu a biblickou kritiku.

## Život
Kautzsch vystudoval v Lipsku a na tamní teologické fakultě byl nakonec roku 1871 jmenován profesorem. Postupně získal místo na katedrách v Basileji (1872), Tübingenu (1880) a Halle (1888). Byl jedním ze zakladatelů mezináboženského Německého spolku k výzkumu Palestiny (Deutscher Verein zur Erforschung Palästinas) a od roku 1888 byl vydavatelem Teologických studií a kritiky (Theologische Studien und Kritiken). Vydal rovněž důležitá díla jiných hebraistů, např. Geseniovu Hebräische Grammatik (Hebrejská gramatika), či Scholzův Abriss der hebräischen Laut- und Formlehre (Náčrt hebrejské fonologie a morfologie).

## Dílo
- De Veteris Testamenti Locis a Paulo Apostolo Allegatis (1869)
- Grammatik des Biblisch-Aramäischen (1884)
- Die Heilige Schrift des Alten Testaments, 2 díly (4. vydání, 1923), spolu s kolektivem
- Die Apokryphen und Pseudepigraphen des Alten Testaments (Tübingen, 1900), spolu s kolektivem